# Cabrero (ort)
Cabrero är en ort i Chile.   Den ligger i provinsen Provincia de Biobío och regionen Región del Biobío, i den södra delen av landet, 400 km söder om huvudstaden Santiago de Chile. Cabrero ligger 129 meter över havet och antalet invånare är 18 327.
Terrängen runt Cabrero är platt. Cabrero är det största samhället i trakten.
I omgivningarna runt Cabrero växer huvudsakligen savannskog. Runt Cabrero är det ganska tätbefolkat, med 75 invånare per kvadratkilometer.